# Anouchka Hack
Pour les articles homonymes, voir Hack et Hack (homonymie).
Anouchka Hack, née le 27 avril 1996 à Anvers (Belgique), est une violoncelliste allemande.

## Biographie
Anouchka Hack nait à Anvers en 1996 dans une famille de musiciens. Dès l'âge de 6 ans, elle reçoit des cours de violoncelle de Mechthild van der Linde à Dortmund. De 2011 à 2014, elle est jeune étudiante à l'Université de musique et de danse de Cologne (département d'Aix-la-Chapelle) avec Hans-Christian Schweiker, et, de 2014 à 2018, elle étudie avec Troels Svane à l'Université de musique de Lübeck. Depuis 2018, elle suit les cours de Frans Helmerson, initialement à l'Académie Barenboïm-Saïd de Berlin, et, à partir de septembre 2020, à l'Académie Kronberg. Anouchka Hack est sélectionnée pour la saison 2017/2018 parmi les six jeunes violoncellistes de la "Classe d'excellence de violoncelle" de Gautier Capuçon à la Fondation Louis Vuitton à Paris et suit entre autres des master classes avec David Geringas et Steven Isserlis.
Anouchka Hack donne des concerts en Allemagne et en Europe en tant que soliste et en duo avec sa sœur, la pianiste Katharina Hack. Elle s'est déjà fait entendre sur des scènes telles que le Beethovenhaus Bonn, le Konzerthaus Dortmund, le Gasteig Munich et le Pierre Boulez-Saal Berlin. Depuis ses débuts au Festival des Flandres en 2010. Elle se produit régulièrement en tant que soliste avec divers orchestres et travaille avec le Dortmund Philharmonic, le Sinfonia Rotterdam et les Zagreb Soloists, entre autres. Elle donne des récitals avec sa sœur Katharina Hack et le duo est notamment entendu dans la série "Best of NRW", aux concerts de chambre WDR et dans la série "Young Stars" au Beethovenhaus Bonn. En novembre 2018, Anouchka et Katharina Hack font leurs débuts lors des concerts du midi de l'Orchestre philharmonique de Berlin et, à l'été 2019, elles donnent un récital au Festival de musique du Schleswig-Holstein.

## Récompenses et distinctions
Anouchka Hack est artiste débutante au Nikolaisaal Potsdam et est boursière de la Verbier Festival Academy 2020.
Elle est finaliste pour le Young Classical Artists Trust. Elle est soutenue en tant que boursière par la Société Mozart de Dortmund, la Fondation Oscar et Vera Ritter et la Fondation allemande pour la vie musicale et, en tant que lauréate du Fonds allemand pour les instruments de musique, joue sur un violoncelle de Bartolomeo Tassini, Venise 1769.
En 2022, elle est demi-finaliste du Concours musical international Reine Élisabeth de Belgique.